# برد بلیک
برد بلیک یک شخصیت داستانی از سریال‌های تلویزیونی آمریکا به نام فرار از زندان است که وید ویلیامز نقشش را بازی می‌کند.

## حضور

### فصل اول
او در فصل اول رئیس نگهبانان زندان فاکس ریور می‌باشد.

### فصل دوم
پس از فرار هشت نفر از زندان او از کارش برکنار می‌شود و برای به دست آوردن گنج ۵ میلیون دلاری به پاناما می‌رود و در پاناما به جرم قتل به زندان می‌افتد.

### فصل سوم
در زندان سونا او با مایکل قصد فرار دارد اما مایکل به او کلک می‌زند، پس از فرار مایکل از سونا، در پی شورش زندان به وسیلهٔ تئودور بگول با همهٔ زندانی‌ها از آنجا فرار می‌کند.

### فصل چهارم
در فصل چهارم او با مایکل به دنبال سیلا هستند و در نهایت بلیک هنگام تلاش برای به دست آوردن سیلا جان خود را فدا می‌کند.